# Legend of Kay
Legend of Kay är ett actionäventyrspel med fokus på strider samt plattformshoppande. 

## Handling
En ö i ute på de kinesiska haven invaderas utan förvarning av Shun, de mäktiga gorillornas kejsare, och hans trupper. Det är upp till den unga katten Kay att besegra de onda samt återställa ön till den fridfulla plats den en gång var.